# 臺鐵立體化
臺鐵立體化是指針對臺灣鐵路（通稱臺鐵）營運路線提出的一系列交通改善計畫或方案，以鐵路及道路立體交叉為主要形式，分為地下化或高架化。這些計畫或方案主要由臺灣各地方政府提出，行政院及交通部主導規劃，交通部鐵道局（原交通部鐵路改建工程局）工程執行，完工後再交由臺鐵營運方（臺灣鐵路公司）使用。
臺鐵立體化的各項計畫以「專案」稱之，第1個專案為1983年動工、2011竣工的臺北鐵路地下化專案。各項計畫的執行路線多位於人口稠密的西部走廊，主要目標為消除臺灣各大都市及城鎮中心區域的平交道所造成的交通壅塞，同時進行所謂「都市縫合」的都市再開發工程，以促進鐵路沿線市區的平衡發展。但鐵路立體化所費不貲，尤其地下化的經費遠高於高架化，加上「都市縫合」的效益問題，因而對政府與臺鐵均造成財政負擔。

## 概要
在臺中鐵路高架化以及高雄鐵路地下化兩方案正式執行之後，各地方政府開始積極規劃向中央爭取預算經費，從2011年起到2020年期間，臺灣鐵路管理局時期的統計，包含已經啟動、施工中，以及進行綜合規畫及可行性研究中的鐵路立體化建設，共計有23件。

## 地下化方案
包括第一期「台北車站鐵路地下化工程」、第二期「松山專案」、第三期「萬板專案」、第四期「南港專案」之工程，及「高雄專案」規劃皆是此時期辦理。
臺北鐵路地下化專案
臺北鐵路地下化專案是將南港、松山、臺北、萬華、板橋五站改建為地下化車站，並同步施作高鐵臺北段路廊。由交通部臺北市區地下鐵路工程處施工。
該專案範圍北起汐科車站南方，南至浮洲車站北方止，施工路段總長度約22.672公里。目前臺北鐵路地下化專案所有工程均已完工，並於2011年10月24日全面通車。
高雄市區鐵路地下化計畫
高雄市區鐵路地下化計畫由交通部鐵道局辦理，計畫範圍北起新左營車站南方，南至鳳山車站南方止，施工路段總長度約15.37公里。該計畫復設內惟、鼓山、三塊厝三座車站；增設美術館、民族、科工館、正義等四座通勤車站；並將現有左營、高雄及鳳山三站改為地下化車站，高雄市區鐵路地下化計劃的第一階段工程已於2018年10月14日第一階段切換通車，而第二階段工程則預計於2025年完工。
臺南市區鐵路地下化計畫
臺南市區鐵路地下化計畫由交通部鐵道局辦理，計畫範圍北起大橋車站南方，南至保安車站北方止，施工路段總長度約8.6公里，並計畫延伸至永康車站。
第一階段將新增林森車站及南臺南車站，預計在2022年12月通車，第二階段將現有的臺南車站改建為一座地下化新站，預計在2019年6月動工，並預計於2025年通車，第三階段將永康車站至大橋車站區間地下化，預計在2025年通車。
桃園都會區鐵路地下化計畫
桃園都會區鐵路地下化計畫全長17.945公里。該計畫將現有桃園、內壢、中壢三站改建為地下車站，並增設鳳鳴、中路、桃園醫院、中原、平鎮五座通勤車站。
基隆車站
基隆都市更新計畫中，將基隆車站站體南移、月台向北延伸，以騰空原車站區域內之土地，新的基隆車站站體為半地下化。

## 高架化方案

### 已完工
- 汐止七堵鐵路高架化專案

- 東部鐵路後續改善計畫

冬山河森林公園（現名冬山河生態綠舟）段鐵路改建高架化，冬山－新馬以北間高架化。東城－平交道以南工程：含東、西正線台塑及力霸支線。
- 林邊鄉鐵路高架化計畫

- 員林市區鐵路高架化計畫

新員林車站於2014年11月2日啟用，2015年1月起進行員林鐵路高架化之後續工程施工。
- 高雄潮州鐵路捷運化計畫

屏東－潮州間高架化，新建潮州車輛基地。
- 臺中都會區鐵路高架捷運化計畫

豐原－大慶間高架化及新增五座通勤車站：栗林車站、頭家厝車站、松竹車站、精武車站、五權車站。

### 目前主要執行計畫
- 宜蘭至羅東鐵路高架化計畫

為工程會重大公共建設計畫，由宜蘭縣政府及交通部鐵道局辦理，四城－冬山河間全線高架化，現有宜蘭車站、二結車站、中里車站、羅東車站改建高架化，新增縣政中心車站，並與高鐵宜蘭站共站。
- 彰化市區鐵路高架化建設計畫

為工程會重大公共建設計畫，由彰化縣政府及交通部鐵道局辦理，大肚溪－花壇間全線高架化，現有彰化車站改建為高架車站。新增兩座通勤車站。
- 嘉義市區鐵路高架化計畫

隸屬前瞻基礎建設計畫，「嘉義市十大旗艦計畫」項目之一，改建嘉義車站（包含阿里山森林鐵路嘉義站部分）、嘉北車站、民雄車站高架化。由牛稠溪橋始至北回歸線車站南間高架化，北回歸線車站原址恢復營運，並新建捷運化站房，遷移嘉義機務段至北回歸線車站南側。

### 可行性及尚待規劃計畫
- 樹林、鶯歌地區鐵路立體高架化工程計畫

臺鐵樹林鐵路立體高架化：可行性研究中。
- 竹北地區鐵路立體高架化工程計畫

臺鐵竹北地區鐵路高架化：可行性研究中。擬採截彎取直改線方式辦理，以消除新豐車站南之瓶頸路段。
- 苗栗地區山海線鐵路雙軌高架化工程計畫

臺鐵海線苑裡段高架化以及臺鐵山線苗栗段高架化：可行性研究中。
- 大台中地區山海線鐵路雙軌高架化建置計畫

隸屬前瞻基礎建設計畫，臺鐵山線大慶－烏日間高架化，臺鐵海線追分－大甲間高架化
- 臺中海線部分地區高架工程計畫

海線全線雙軌化（談文到追分）及部分高架化（大甲到追分）、甲線
- 斗六市區鐵路高架化工程計畫

- 臺南鐵路立體化後續計劃

- 楠梓、橋頭（北高雄）地區鐵路高架化工程計畫

- 鳳山到九曲堂鐵路立體化

- 枋寮大車站平台工程計畫

- 花蓮鐵路高架化工程計畫

花蓮車站－干城車站段間高架化

## 圖片集

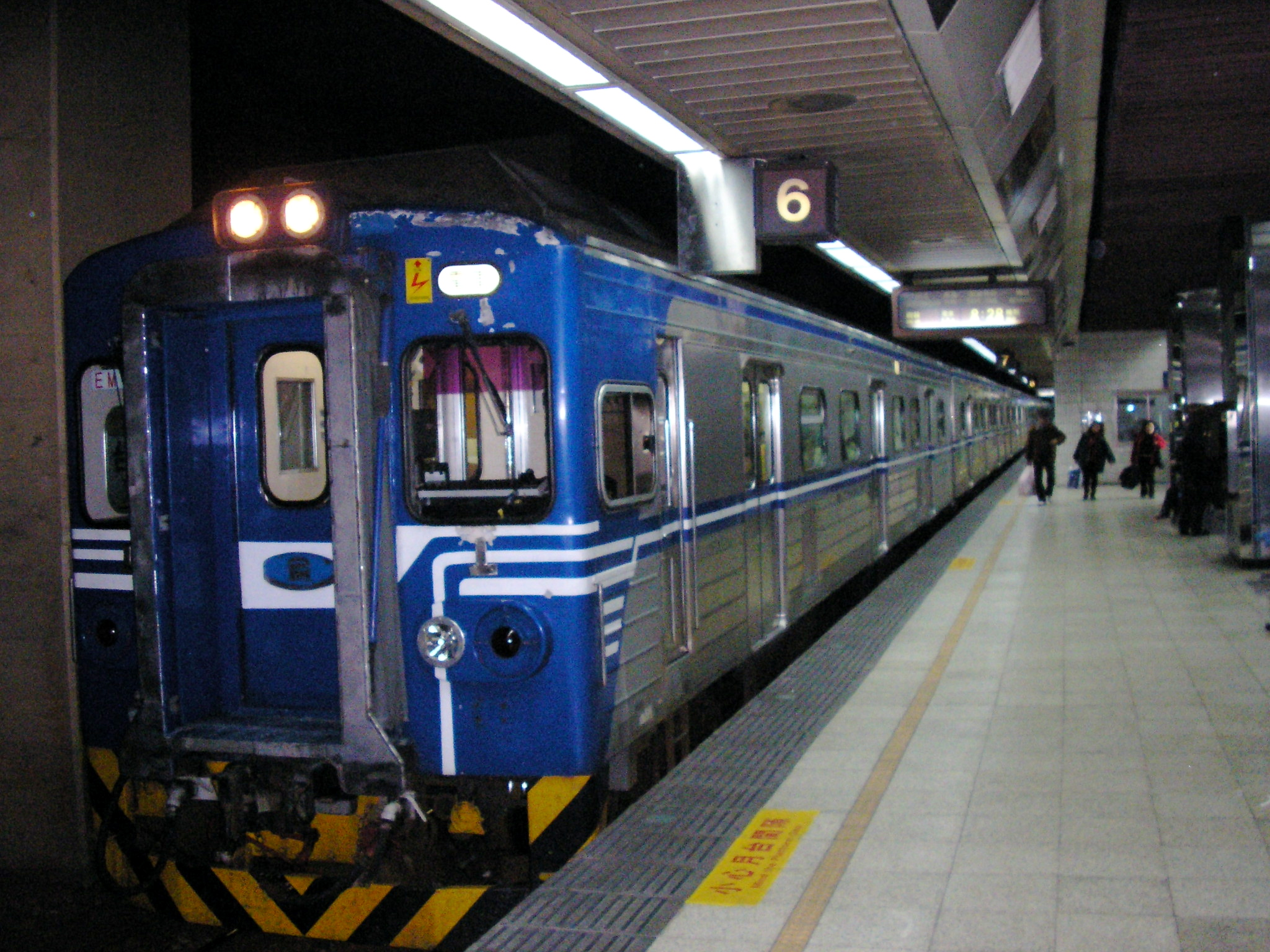
地下化後的台北車站月台
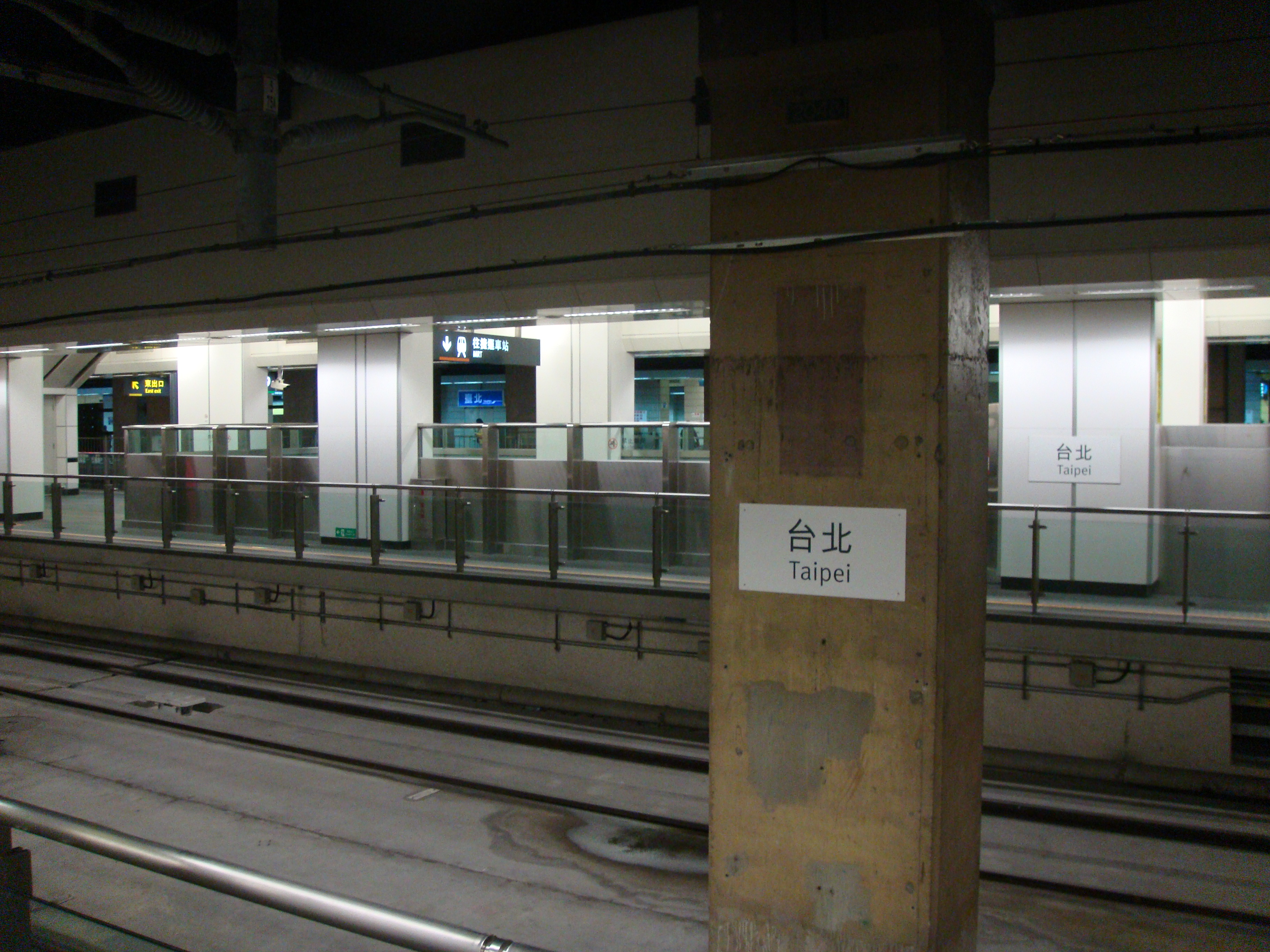
高鐵台北車站為使用原台北車站的第一和第二月台路廊
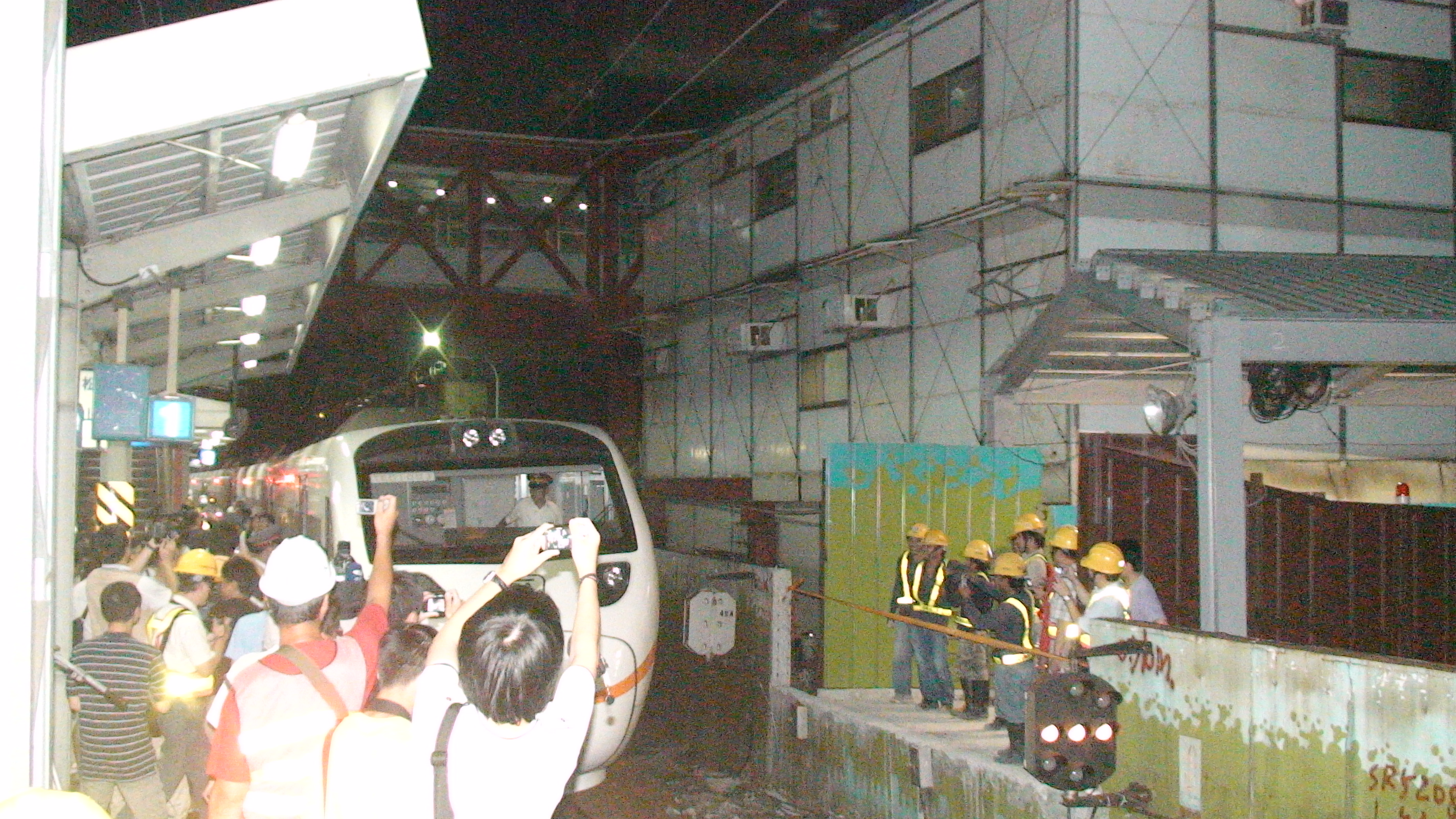
最後一班在台北市地面行駛的台鐵列車是於2008年9月20日行經台北市平地段的1074次太魯閣號
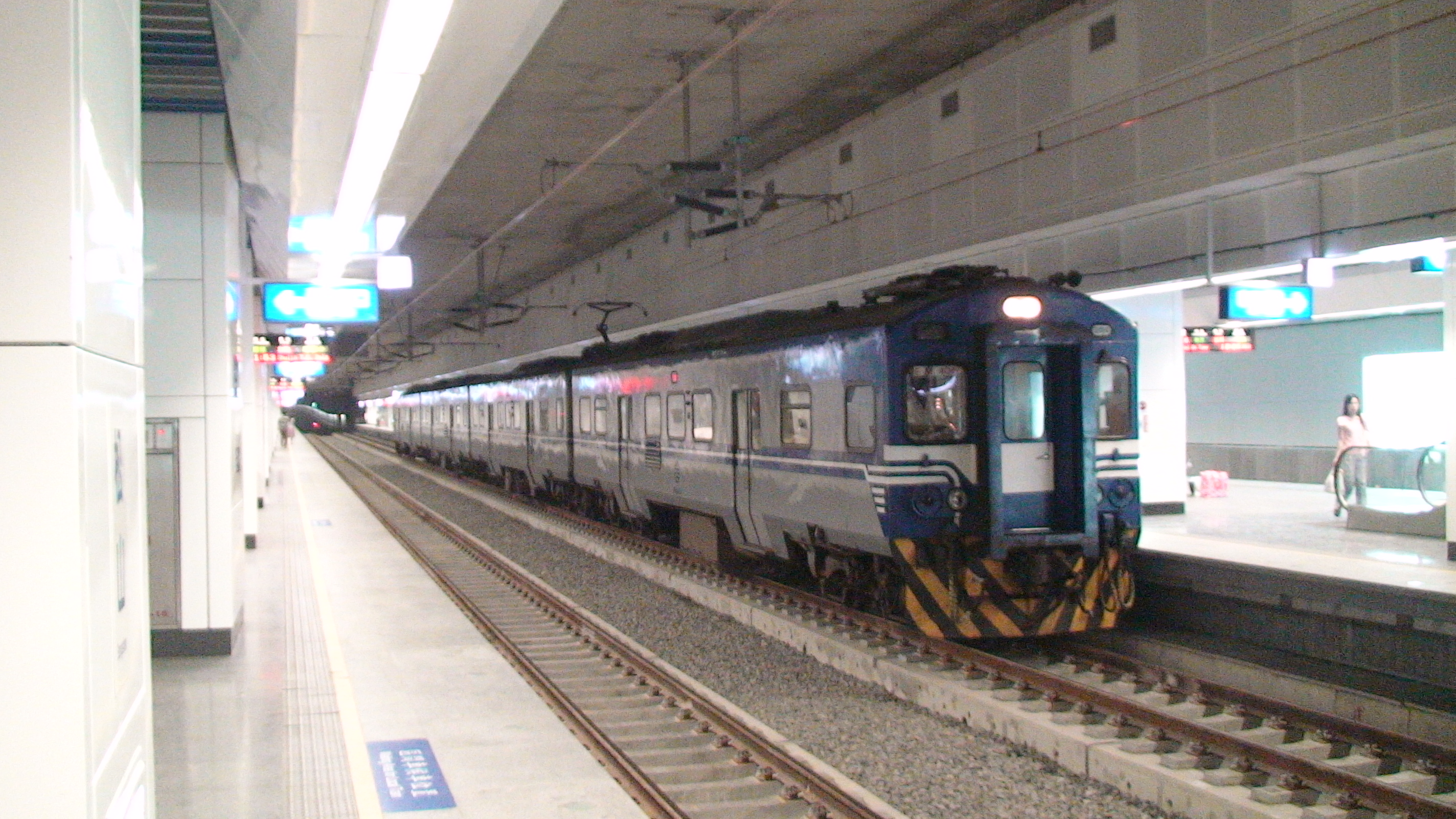
地下化後的松山車站台鐵月台層
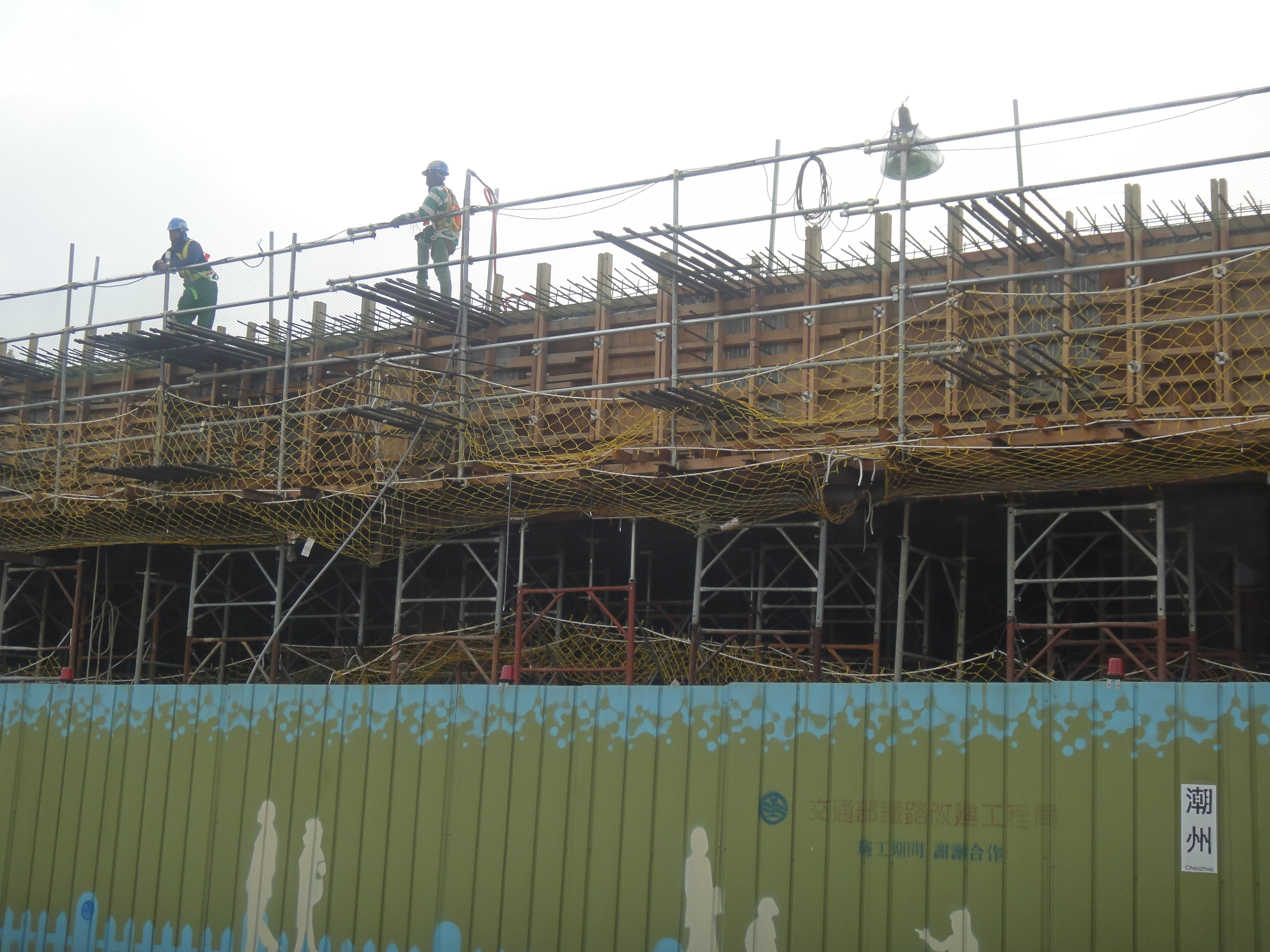
屏東縣潮州車站的高架化施工基地
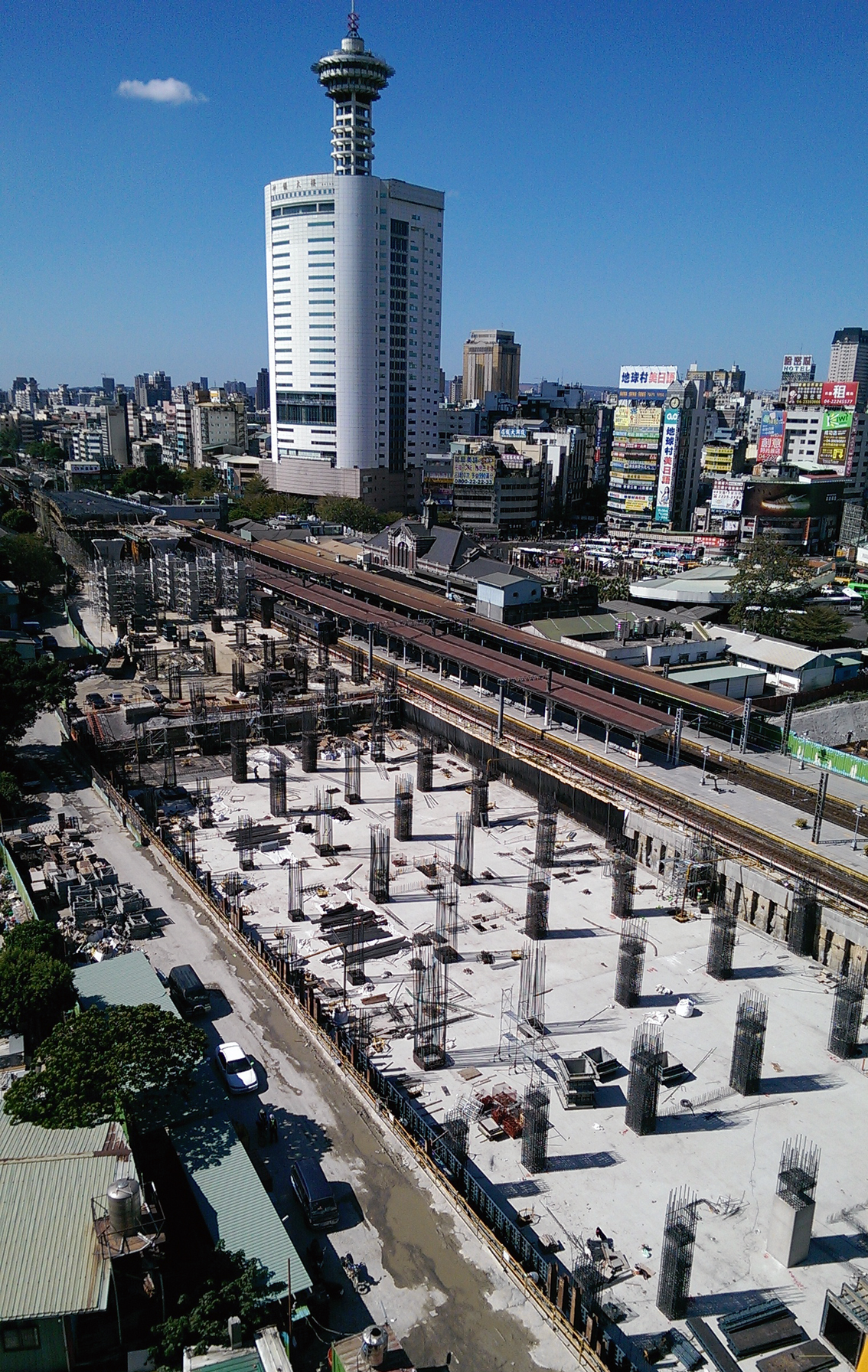
台中鐵路高架化2014年1月台中車站周邊工程B

## 外部連結
- 交通部鐵道局 （页面存档备份，存于）